# Bee Cave
Bee Cave – miasto w Stanach Zjednoczonych, w stanie Teksas, w hrabstwie Travis.

## Odnośniki w kulturze
Postać Inżyniera z gry Team Fortress 2 pochodzi z Bee Cave.